# Тебе це може вбити
«Тебе це може вбити» — сингл гурту «Скай», випущений в лютому 2006 року. В 2005 році пісня вперше прозвучала в ефірі каналу М1 у передачі «Свіжа кров». Сингл одразу здобув ротації на 25 радіостанціях України, а однойменний відеокліп довгий час займав лідируючі позиції в хіт-парадах українських телеканалів. Пізніше композиція «Тебе це може вбити» увійшла до альбому Те, що треба.
24 серпня 2020 року приспів пісні прозвучав під час концерту до річниці Дня Незалежності України у виконанні Олександра Пономарьова.

## Кліп
Відео було відзняте в 2005 році і представлене на початку 2006. На початку відео показано дівчину, що ніби-то заснула у ванні. Після цього її піднімає вокаліст гурту Олег Собчук і залишає її на ліжку в кімнаті. Під час приспіву показано учасників гурту, що грають в цій кімнаті. Наприкінці відео Олег Собчук випадково випадає з вікна будинку, і після цього всі події на відео починають відбуватися в зворотньому порядку.